# مسجد طاق
مسجد طاق مربوط به اواخر دوره صفوی است و در مراغه، خیابان خواجه نصیر جنوبی، کوچه حمیدیه واقع شده و این اثر در تاریخ ۱۰ خرداد ۱۳۸۲ با شمارهٔ ثبت ۸۷۴۸ به‌عنوان یکی از آثار ملی ایران به ثبت رسیده است.